# Троллейбусное депо № 1 (Киев)
Троллейбусное ремонтно-эксплуатационное депо № 1 (Киев) (сокращенно ТРЭД № 1) — первое, открытое троллейбусное в Киеве. Депо открыто 2 июня 1936 года на базе завода имени Дзержинского на Лыбедской. Сейчас депо имеет новую территорию на улице Михайла Максимовича, 32-а. Исполняющий обязанности директора — Онищенко Евгений Ананьевич.
Депо обслуживает преимущественно маршруты Печерского и Голосеевского районов Киева.
Депо обслуживает 10 дневных маршрутов и 1 ночной. На балансе депо числится 107 троллейбусов различных моделей, из которых на линию выходит около 92 машин.

## Маршруты

### Маршруты, которые эксплуатируются сейчас
| №   | Начальный пункт                               | Конечный пункт                | Маршрут | Примечания                                          |
| --- | --------------------------------------------- | ----------------------------- | --- | --------------------------------------------------- |
| 1   | ул. Маршальская                               | Станция метро «Лыбедская»     | просп. Науки — Демеевская площадь — бульв. Дружбы Народов |                                                     |
| 11  | Музей архитектуры и быта «Пирогово»           | ул. Маршальская               | ул. Академика Заболотного — Одесская площадь — ул. Академика Глушкова — Голосеевский просп. — Демеевская площадь — просп. Науки |                                                     |
| 12  | Железнодорожный вокзал «Центральный»          | Станция метро «Васильковская» | ул. Симона Петлюры — ул. Жилянская / Саксаганского — ул. Антоновича / Большая Васильковвская — бульв. Дружбы Народов — Демеевская площадь — Голосеевский просп. — ул. Василия Касияна — ул. Маршала Якубовского — ул. Юрия Смолича — ул. Максима Максимовича — ул. Амурская — ул. Казацкая                                                     |                                                     |
| 14  | Железнодорожный вокзал «Центральный»          | Ботанический сад              | ул. Симона Петлюры — ул. Жилянская / Саксаганского — бульв. Леси Украинки — ул. Бастионная |                                                     |
| 15  | Станция метро «Дворец спорта»                 | Станция метро «Выдубичи»      | бульв. Леси Украинки — ул. Михаила Бойчука — Железнодорожное шоссе |                                                     |
| 38  | Музей истории Украины во Второй мировой войне | Станция метро «Выдубичи»      | ул. Лаврская — площадь Славы — ул. Ивана Мазепы — ул. Московская — ул. Генерала Алмазова — бульв. Леси Украинки — ул. Михаила Бойчука — Железнодорожное шоссе |                                                     |
| 43  | Дарницкая площадь                             | Кибернетический центр         | просп. Соборности — мост им. Патона — бульв. Дружбы Народов — станция метро «Лыбедская» — бульв Дружбы Народов — Демеевская площадь — Голосеевский просп. — просп. Академика Глушкова — Одесская площадь — просп. Академика Глушкова |                                                     |
| 45  | Станция метро «Выставочный центр»             | Станция метро «Васильковская» | просп. Академика Глушкова — ул. Василия Касияна — ул. Маршала Якубовского — ул. Юрия Смолича — ул. Максима Максимовича — ул. Амурская — ул. Казацкая |                                                     |
| 50  | ул. Милославская                              | Станция метро «Лыбедская»     | просп. Владимира Маяковского — Керченская площадь — бульв. Перова — просп. Освободителей — ул. Строителей / просп. Мира — Дарницкая площадь — просп. Соборности — мост им. Патона — бульв. Дружбы Народов | Совместно с троллейбусным депо № 3                  |
| 91Н | Железнодорожный вокзал «Центральный»          | ул. Милославская              | ул. Симона Петлюры — ул. Жилянская / Саксаганского — ул. Антоновича / Большая Васильковская — бульв. Дружбы Народов — мост им. Патона — просп. Соборности — Дарницкая площадь — просп. Мира / ул. Строителей — просп. Освободителей — бульв. Перова — Керченская площадь — просп. Владимира Маяковского — ул. Марины Цветаевой — ул. Радунская | Ночной. Совместно с Курёневским троллейбусным депо. |

### Недействующие маршруты
| №   | Начальный пункт                                  | Конечный пункт                  | Примечание |
| --- | ------------------------------------------------ | ------------------------------- | --- |
| 1-к | Станция метро «Лыбедская»                        | ул. Маршальская                 | Действовал в течение 1985—1993 и 2004—2009 годов (до нового разворота по улицам Грабовского, Большой Китаевской и Стратегическому шоссе)              |
| 2   | Железнодорожный вокзал «Центральный»             | Софиевская площадь              | Действовал в течение 1964—1998 годов |
| 2   | пл. Одесская — Станция метро «Выставочный центр» | ул. Юрия Смолича — пл. Одесская | Заезд к ст.м. «Выставочный центр» при движении к жилому массиву Теремки II. прибл. 2011 — 1.01.2015.                                                  |
| 4   | Площадь Калинина                                 | Кабельний завод (Мотозавод)     | Действовал в течение 1950—1973 годов |
| 4   | Станция метро «Лыбедская»                        | Улица Юрия Смолича              | Отменен 15.12.2010 |
| 10  | Железнодорожный вокзал                           | Мост имени Патона               | Действовал в течение 1951—2004 годов (с 1993 года ходил от моста Патона до ст. м. Лыбедская)                                                          |
| 12к | Станция метро «Лыбедская»                        | ул. О.Трутенко                  | Отменен в 2012 году в связи с переводом маршрута № 12 в 7-дневный режим работы                                                                        |
| 13  | площадь Ленинского комсомола                     | Мост имени Патона               | Действовал в течение 1960—1992 годов (с 1982 года ходил от моста Патона до улицы Димитрова в связи с пуском метро до станции Республиканский стадион) |
| 20  | Станция метро «пл. Льва Толстого»                | Музей истории ВОВ               | Отменен 03.03.2001 |
| 24  | Мост имени Патона                                | ВДНХ                            | Действовал в течение 1972—1992 годов. |
| 42д | Станция метро «Лыбедская»                        | ж/д станция Киев-Волынский      | Действовал на период реконструкции Шулявского путепровода; обслуживался совместно с ТРЭД № 3.                                                         |

### Маршруты, которые ранее обслуживались ТРЭД № 1
| №  | Начальный пункт               | Конечный пункт         | Примечания                                      |
| -- | ----------------------------- | ---------------------- | ----------------------------------------------- |
| 3  | Станция метро «Дворец спорта» | Железнодорожный массив | Обслуживался совместно с троллейбусным депо № 3 |
| 42 | Станция метро «Лыбедская»     | ул. Дегтярёвская       | Обслуживался совместно с троллейбусным депо № 3 |

## История

### Маршруты от1 января1930 года
- 1936 год Начало эксплуатации троллейбусов марки ЛК-5
- 2 июня 1936 года продлена линия от пл. Л. Толстого до вокзала по ул. Воровского (сейчас — Крещатик), ул. Ленина (сейчас — ул. Б. Хмельницкого), ул. Пироговской, бул. Т. Шевченко, ул. Коминтерна (сейчас — ул. С. Петлюры) — до вокзала продлён маршрут № 1. Тогда же открыто троллейбусное депо № 1 на базе завода имени Дзержинского.
- 2 октября 1937 года введена новая линия «ул. Ленина — площ. III Интернационала (сейчас — Европейская площ.)» по ул. Воровского (сейчас — Крещатик), пущены маршруты № 2 «Вокзал — Площ. III Интернационала» и № 3 «Площ. III Интернационала (Сталина) — Завод им. Дзержинского».
- 1937 год Начало эксплуатации троллейбусов марки ЯТБ-1 и ЯТБ-2
- 1939 год Начало эксплуатации троллейбусов марки ЯТБ-4

### Маршруты от1 января1940 года
- 1941 год Конец эксплуатации троллейбусов марки ЛК-5
- В июне 1941 года пущен короткий маршрут № 4 «площ. III Интернационала — площ. Л. Толстого».
- 5 ноября 1944 года троллейбусное движение было восстановлено на участке «площ. Л. Толстого — завод имени Дзержинского».
- 29 апреля 1945 года восстановлена линия от площ. Л. Толстого до вокзала по прежнему маршруту.
- 20 сентября 1945 года восстановлена линия от ул. Ленина до площ. Сталина (ранее — площ. III Интернационала, сейчас — Европейская площ.): восстановлена вся довоенная сеть, работало 4 маршрута, только маршрут № 1 ходил от площ. Сталина (а не от вокзала) до завода имени Дзержинского, а маршрут № 3 от площ. Сталина до площ. Л. Толстого. Для эксплуатации на маршруте № 2 (площ. Сталина — вокзал) в Киев были переданы 4 троллейбуса MAN и MAN-Siemens, изготовленных в 1938 году в Аугсбурге для открытия троллейбусного движения в городе Черновцы, находившемся тогда на территории Румынии. В Черновцах троллейбусы эксплуатировались до марта 1944 года, пока отступавшие войска вермахта не переместили их вглубь Румынии, в город Брашов. Учитывая сильную нехватку подвижного состава в освобожденном от немцев Киеве, советы решили эти троллейбусы в Черновцы не возвращать, а передать в столицу Украины.
- 6 ноября 1947 года введена новая линия «Крещатик — Мотоциклетный завод» от площ. Калинина (сейчас — площ. Независимости) по улицам Михайловской, Бол. Житомирской, Артёма и Большой Дорогожицкой (ныне Мельникова), туда направлен маршрут № 4 «площ. Калинина — Лукьяновка».
- 1947 год Начало эксплуатации троллейбусов марки МТБ-82 и МТБ-82М
- 1947 год Троллейбусы марки MAN и MAN-Siemens были переданы в г. Днепропетровск, где 7 ноября именно ими было открыто троллейбусное движение и затем они эксплуатировались до 1951 года.
- 26 июня 1949 года введена новая линия от завода имени Дзержинского до Автострады, продлён маршрут № 1.

### Маршруты от1 января1950 года
- 1950 год Начало эксплуатации троллейбусов марки МТБ-82Д
- 5 ноября 1950 года введена новая линия от Автострада до клуба имени Фрунзе (сейчас — Московская площ.) через железнодорожный мост, сюда продлён маршрут № 1 «площ. Сталина — Клуб имени Фрунзе».
- 31 декабря 1950 года введена новая линия от Автострады до Наводницкого моста по бул. Дружбы Народов (сейчас — площ. героев ВОВ), сюда пущен маршрут № 10 «Вокзал — Наводницкий мост».
- 23 мая 1954 года введена новая линия «Московская площ. — Голосеевская площ.» по нынешнему Голосеевскому проспекту, пущен маршрут № 11 «площ. Сталина — Ореховатские пруды».
- 22 апреля 1955 года продлена линия от Голосеевской площ. до ВПОНХ (сейчас — ВДНХ), пущен маршрут № 12 «площ. Сталина — ВПОНХ».
- 1956 год Начало эксплуатации троллейбусов марки СВАРЗ ТБЭС
- 1957 год Начало эксплуатации троллейбусов марки ТБЭС / К-3
- В 1957 году пущены маршруты № 13 «площ. Ленинского Комсомола — мост имени Патона» и № 14 «Крещатик (сейчас — в районе ул. Леонтовича) — Рыбкомбинат».
- 2 октября 1959 года введена новая линия от Правительственной площ. (сейчас — Михайловская площ.) по ул. Владимирской и ул. Л. Толстого до площ. Л. Толстого, пущен маршрут № 15 «площ. Л. Толстого — площ. Б.Хмельницкого (сейчас — Софийская площ.)», до площ. Б. Хмельницкого продлён маршрут № 12 «площ. Б. Хмельницкого — ВПОНХ», а позже маршрут № 11 направлен от Сталинки (сейчас — Голосеевская площ.) до ВПОНХ, сюда перенесен маршрут № 2 «Вокзал — площ. Б. Хмельницкого».

### Маршруты от1 января1960 года
- 5 ноября 1960 года введена новая линия по ул. Кирова (сейчас — ул. М. Грушевского) до музея ВОВ (Киево-Печерская лавра), пущен маршрут № 20 «площ. Л. Толстого — Киево-Печерский гос. заповедник».
- 1960 год Конец эксплуатации троллейбусов марки МТБ-82М
- 1960 год Начало эксплуатации троллейбусов марки КТБ-1 и Škoda 8Tr (последние поставлялись из социалистической Чехословакии)
- 1962 год Начало эксплуатации троллейбусов марки Škoda 9Tr
- 1964 год Начало эксплуатации троллейбусов марки Киев-2, Киев-4 и Škoda 9Tr5
- 1964 год Передача некоторых троллейбусов марки Škoda 8Tr в Крым
- 1965 год Начало эксплуатации троллейбусов марки Škoda 9Tr6 и Škoda 9Tr7
- В 1964—1965 году закрыты маршруты № 14, 15, продлён маршрут № 1 от Автовокзальной площ. (сейчас — Московская площ.) до Голосеевской площ.
- 28 июня 1965 года введена новая линия от Бессарабского рынка до Печерского моста (бульвар Леси Украинки), пущен маршрут № 3 «Бессарабская площ. — Печерский мост».
- 29 марта 1966 года введена новая линия от Печерского моста до Ботанического сада АН УССР (ул. Бастионная), пущен маршрут № 14 «Бессарабка — Ботанический сад», а 1 ноября — ветка до Железнодорожного шоссе по ул. Киквидзе, пущен маршрут № 15 «Бессарабская площ. — Опытный завод».
- 1966 год Начало эксплуатации троллейбусов марки Škoda 9Tr9 Киев-6 , Киев-6А
- 1967 год Начало эксплуатации троллейбусов марки Škoda T11/0. В 1968 году был передан в г. Пльзень
- 1967 год Начало эксплуатации троллейбусов марки Škoda 9Tr10, Škoda 9Tr12
- В 1969—1974 года Началась передача троллейбусов Киев-2, Киев-4, Киев-6 и Киев-6Т в другие города Украини.
- 31 декабря 1969 года введена новая линия от Московской площ. по просп. Науки до ул. Маршальской, пущен маршрут № 24 «Московская площ. — ул. Маршальская», а маршрут № 1 укорочен до Московской площ.
- 1969 год Конец эксплуатации троллейбусов марки СВАРЗ ТБЭС , ТБЭС / К-3 и КТБ-1

### Маршруты от1 января1970 года
- В начале 1970-х годов объединены маршруты № 1 и № 24 (последний закрыт), позже № 24 пущен по маршруту «ВДНХ — Наводницкая площ.»
- 1972 год Конец эксплуатации троллейбусов марки Škoda 8Tr8
- 1972 год Начало эксплуатации троллейбусов марки Škoda 9Tr17 и Škoda 9Tr18
- 23 июля 1976 года введена новая линия «ВДНХ — Ледовой стадион» по Голосеевскому просп, сюда продлён маршрут № 12 «площ. Б. Хмельницкого — Ледовой стадион» и № 24 «площ. Героев ВОВ — Ледовой стадион».
- 1976 год Летом в депо успешно прошли испытания трехзвенного поезда[3][4], состоящего из трех единиц троллейбусов Škoda 9Tr[5], соединенных между собой[6] по системе Владимира Веклича[7][8], однако из-за необходимости для его эксплуатации обособленной полосы движения, он не был внедрен[5].
- Конец эксплуатации троллейбусов марки Škoda 9Tr, Škoda 9Tr2, Škoda 9Tr3, Škoda 9Tr5, Škoda 9Tr6
- 1977 год Начало эксплуатации троллейбусов марки Škoda 9Tr24, Škoda 9TrH25 и Škoda 9TrH27

### Маршруты от1 января1980 года
- 6 ноября 1980 года введена новая линия от Голосеевского просп. по ул. В. Касияна и ул. Маршала Якубовского до ул. Смолича («Теремки-2»), сюда продлён маршрут № 12 «площ. Б. Хмельницкого — ул. Юрия Смолича», а также пушен новый маршрут № 4 «Станция метро „Дзержинская“ — ул. Юрия Смолича».
- 1981 год Опытная эксплуатация троллейбусов марки DAC-112E и DAC-117E. Списаны в 1982.
- 1 февраля 1982 года введён новый отрезок по ул. Димитрова от Красноармейской ул. до ул. Горького, отсюда стал ходить маршрут № 13.
- 1983 год Конец эксплуатации троллейбусов марки Škoda 9Tr10
- 1983 год Начало эксплуатации троллейбусов марки Škoda 14Tr01, Škoda 14Tr02 и Škoda 14Tr04
- 1986 год Конец эксплуатации троллейбусов марки Škoda 9Tr7 и Škoda 9Tr12
- 1986 год Начало эксплуатации троллейбусов марки Škoda 14Tr02/6 , Škoda 14Tr06, Škoda 14Tr07 и DAC-217E
- 1989 год Конец эксплуатации троллейбусов марки Škoda 9Tr9
- 1989 год Начало эксплуатации троллейбусов маркиŠkoda 14Tr89/6
- В конце 1980-х годов сокращены маршруты № 1 и 11 до ул. Жадановского, а также пущен короткий маршрут № 1к «Станция метро „Дзержинская“ — ул. Маршальская».

### Маршруты от1 января1990 года
- 18 июня 1990 года введена новая линия «Ледовой стадион — Одесская площ.» по Голосеевскому просп, продлён маршрут № 24 «площ. Героев ВОВ — Одесская площ.».
- 1991 год Конец эксплуатации троллейбусов марки Škoda 9Tr17 Škoda 9Tr18
- 1991 год Начало эксплуатации троллейбусов марки Киев-11 и Киев-11у
- В 1995 году закрыты маршруты № 1к и № 13.
- 1995 год Передача троллейбусов марки Киев-11 и Киев-11у в Кировоград
- 24 октября 1996 года открыто движение по ул. Терещенковской от бул. Т. Шевченко до ул. Л. Толстого, сюда направлены маршрут № 14 «площ. Л. Толстого — Ботанический сад» и маршрут № 15 «площ. Л. Толстого — Железнодорожное шоссе».
- 1996 год Конец эксплуатации троллейбусов марки Škoda 9TrH29
- 16 мая 1998 года в связи с реконструкцией Софийской площ. было закрыто движение по ул. Владимирской от ул. Б. Хмельницкого до площ. Б. Хмельницкого, а также у Михайловской площ., объединены маршруты № 2 и № 14 (первый из них закрыт, 14: «Вокзал — Ботанический сад»).
- 1996 год Начало эксплуатации троллейбусов марки Киев-12.03

### Маршруты от1 января2000 года
- 2000 год Конец эксплуатации троллейбусов марки Škoda 9TrH27
- 26 мая 2000 года введена новая линия «Одесская площ. — Кибернетический центр» по просп. Академика Глушко, сюда пущен новый маршрут № 2 «Станция метро „Лыбедская“ — Кибернетический центр».
- 8 декабря 2000 года введена новая линия «Одесская площ. — Музей народной архитектуры и быта Украины» по ул. Академика Заболотного, сюда продлён маршрут № 11 «Станция метро „Лыбедская“ — Музей народной архитектуры и быта Украины» (маршрут № 11к закрыт).
- 3 марта 2001 года окончательно закрыто движение по всей протяжённости Крещатика, ул. М. Грушевского и ул. Красноармейской от площ. Л. Толстого до ул. Жилянской, закрыт маршрут № 20.
- 2002 год Конец эксплуатации троллейбусов марки Škoda 9TrH25, Škoda 14Tr01
- 2002 год Начало эксплуатации троллейбусов марки МАЗ-103Т
- 28 мая 2004 года введена новая линия «Московская площ. — Севастопольская площ.» по Червонозоряному просп., пущен маршрут № 42 «Станция метро „Лыбедская“ — ул. Дегтярёвская».
- 3 июля 2004 года закрыты маршруты № 10 и № 15.
- 4 июля 2004 года введена новая линия по мосту имени Патона и просп. Воссоединения до Ленинградской площ., пущен маршрут № 43 «Станция метро „Лыбедская“ — площ. Ленинградская».
- 28 мая 2004 года введена новая линия «Московская площ. — Севастопольская площ.» по Червонозоряному просп., пущен маршрут № 42 «Станция метро „Лыбедская“ — ул. Дегтярёвская».
- 24 апреля 2005 года — 11 ноября 2006 года работала новая односторонняя линия по ул. Шота Руставели от Республиканского стадиона до бул. Леси Украинки, изменено направление маршрута № 14 (без изменения конечных).
- 8 июня — 26 октября 2005 года временное закрытие маршрута № 12.
- 2006 год Начало эксплуатации троллейбусов марки ЛАЗ E183D1
- 28 января — 31 января 2006 года временное закрытие маршрутов № 2, 4, 11, 12.
- 9 июля 2006 года в связи с ремонтом сокращён маршрут № 14 «ул. Госпитальная — Ботанический сад»
- 21 октября 2007 года введена новая линия «Вокзал — Республиканский стадион» по ул. Жилянской (движением — от вокзала), а движение по ул. Саксаганского стало — к вокзалу, здесь восстановлено движение маршрута № 14.
- 2007 год Начало эксплуатации троллейбусов марки ЛАЗ E301D1
- 18 мая 2008 года введена новая односторонняя (направление — от центра) линия «ул. Саксаганского — Станция метро „Лыбедская“» (движение по ул. Красноармейской — только в центр), тогда же закрыто движение по ул. Димитрова. По новому участку пошли троллейбусы № 12 (без изменения конечных).
- 6 августа 2008 года введена новая линия «ул. Смолича — ул. Трутенко» по ул. Академика Вильямса, здесь же открыто новое депо № 1 (старое закрыто), продлён маршрут № 12 «ул. Саксаганского — ул. Трутенко».
- 2008 год Конец эксплуатации троллейбусов марки Škoda 14Tr04

### Маршруты от1 января2010 года
- 20 декабря 2010 года изменены маршруты № 11: «Станция метро „Демиевская“ — Музей народной архитектуры и быта Украины» и № 42 «ул. Дегтяревская — Станция метро „Лыбедская“».
- 2011 год Конец эксплуатации троллейбусов марки Škoda 14Tr02, Škoda 14Tr02/6, Škoda 14Tr06, Škoda 14Tr89/6 и DAC-217Е.
- 2011 год Начало эксплуатации троллейбусов марки Богдан Т90110 (Бортовой номер: 1311)
- 23 сентября 2011 года в связи с реконструкцией транспортной развязки на пересечении бульвара Дружбы народов и Надднепрянского шоссе движение троллейбусов маршрута № 43 временно закрывается. На этот период организована работа троллейбусного маршрута № 43к «Кибернетический центр — станция метро „Лыбедская“» и автобусного маршрута № 43тр «Ленинградская площ. — Станция метро „Лыбедская“».
- 27 декабря 2011 года, в связи с открытием станции «Выставочный центр», были внесены очередные изменения в маршрутную сеть. Для подвоза с/на Теремки, был введен пиковый маршрут № 2 «Станция метро „Выставочный центр“ — Кибцентр», маршрут № 11 был сокращен до новой станции метро, а маршрут № 45 продлен до последней.
- 2011 год Начало эксплуатации троллейбусов марки Богдан Т70110
- 2012 год Из ТРЭД № 1 в ТРЭД № 2 был передан троллейбус марки Богдан Т90110 (Бортовой номер: 1311(В ТРЭД № 2-2315))
- С 11 октября 2012 года в связи с открытием транспортной развязки на пересечении бульвара Дружбы народов и Надднепрянского шоссе движение троллейбусов маршрута № 43 по мосту имени Патона восстановлено до Ленинградской площади. Троллейбусный маршрут № 43к «Кибернетический центр — станция метро „Лыбедская“» и автобусный маршрут № 43тр «Ленинградская площ. — Станция метро „Лыбедская“» отменены.
- 25 октября 2012 год в связи с открытием станции метро «Иподром», был продлен троллейбусный маршрут № 2 в сторону жилого массива Теремки II, работа которого переведена на целодневный график по будням и введена по субботам до 16:00.
- 23 августа 2014 года начал работу новый маршрут № 15 "Ст. м. «Дворец Спорта» — ст. м. «Выдубичи».
- 11 января 2015 года маршрут № 2 временно закрыт.
- 27 августа 2015 года маршрут № 12 продлён от ул. Жилянской до Железнодорожний вокзал «Центральный».
- 30 сентября 2015 года пущен работу новый маршрут № 46 «ул. Маршальская — Голосеевский парк».
- 20 декабря 2016 года закрыт маршрут № 46. Одновременно продлены маршруты:
  - 1 — от ст. м. «Лыбедская» до ул. Жилянской по трассе «ул. Маршальская — ул. Жилянская»;
  - 11 — от ст. м. «Выставочный центр» до ул. Маршальской по трассе «Музей архитектуры и быта „Пирогово“ — ул. Маршальская»;
  - 50 — от Дарницкой пл. до ст. м. «Лыбедская» по трассе «ул. Милославская — ст. м. „Лыбедская“».
- 2017 год Начало эксплуатации троллейбусов марки Богдан Т70117
- С начала января 2017 года открытыт ночной маршрут: 91н «Железнодорожний вокзал „Центральный“ — ул. Милославская».
- 6 февраля 2018 года маршрут № 1 укорочен до ст. м. «Лыбедская», а маршрут № 12 продлен от ул. Юрия Смолича до ст.м. «Васильковская».
- 22 августа 2018 года вносятся изменения в трассу следования ночного маршрута № 91Н. А именно: маршрут удлиняется от проспекта Владимира Маяковского по улицам Марины Цветаевой и Радунской до улицы Милославской (конечная троллейбусов № 31, 37)[9];
- 2019 год Начало эксплуатации троллейбусов марки Богдан Т90117
- 17 марта 2019 года в связи с реконструкцией Шулявского путепровода закрыт маршрут № 42, а взамен пущен маршрут № 42д «Станция метро „Лыбедская“ — Ж.-д. станция Киев-Волынский».

### Маршруты от1 января2020 года
- 23 марта 2020 года в связи с пандемией COVID-19 приостановлена работа всех маршрутов за исключением маршрута № 91н, который стал курсировать в дневном режиме. Проезд осуществляется только для отдельных категорий граждан и при наличии спецпропусков, документов, удостоверяющих личность и средств индивидуальной защиты.
- 11 апреля 2020 года конец эксплуатации троллейбусов модели Киев-12.03 за 2020 год работали 4 троллейбуса 1122, 1125,

1130, 1131
- 23 мая 2020 года возобновлена работа всех маршрутов в обычном режиме.
- 1 августа 2020 года возобновлен маршрут № 42 «Станция метро „Лыбедская“ — улица Дегтярёвская», маршрут № 42д упразднен.